# Tanaorhinus tibeta
Tanaorhinus tibeta là một loài bướm đêm trong họ Geometridae.